# Liste des unités propres de recherche
La liste des unités propres de recherche fournit les principales caractéristiques  des laboratoires de recherche gérés directement par l'organisation de recherche française, le CNRS qui, sont à ce titre désignés sous le terme d'unité propre de recherche (ou UPR) par opposition aux UMR (Unité mixte de recherche) que le CNRS se contente de financer et/ou de doter en personnels dans des proportions plus ou moins importantes.
Le tableau indique l'institut principal auquel l'UPR est rattaché ainsi que le site géographique principal (ville). Le CNRS comprend 10 instituts :
- INSB	: Institut des sciences biologiques
- INC	: Institut de chimie
- INEE 	: Institut écologie et environnement
- INSHS	: Institut des sciences humaines et sociales
- INSIS	: Institut des sciences de l'ingénierie et des systèmes
- INSMI	: Institut national des sciences mathématiques et de leurs interactions
- INP	: Institut de physique
- INS2I	: Institut des sciences de l'information et de leurs interactions
- IN2P3	: Institut national de physique nucléaire et de physique des particules
- INSU	: Institut national des sciences de l'Univers

| UPR     | Code      | Désignation                                                                  | Institut | Site                            | Autre site             | Chercheurs / doctorants |
| ------- | --------- | ---------------------------------------------------------------------------- | -------- | ------------------------------- | ---------------------- | ----------------------- |
| UPR10   | CRHEA     | Centre de recherche sur l'hétéroepitaxie et ses applications                 | INP      | Valbonne                        |                        | 17 / 10                 |
| UPR22   | ICS       | Institut Charles Sadron                                                      | INC      | Strasbourg                      |                        | 53 / 100                |
| UPR288  | EM2C      | Laboratoire d'énergétique moléculaire et macroscopique, combustion           | INSIS    | Gif sur Yvette                  |                        | 31 / 46                 |
| UPR299  | CEH       | Centre d'Etudes Himalayennes                                                 | INSHS    | Villejuif                       |                        | 13 / 2                  |
| UPR841  | IRHT      | Institut de recherche et d'histoire des textes                               | INSHS    | Campus Condorcet, Aubervilliers | Orléans                | 140                     |
| UPR2000 | CIS       | Centre Internet et Société                                                   | INSHS    | Paris                           |                        | 10 / 15                 |
| UPR2001 | SETE      | Station d’écologie théorique et expérimentale                                | INEE     | Saint-Girons                    |                        | 11 / 18                 |
| UPR2301 | ICSN      | Institut de Chimie des Substances Naturelles                                 | INC      | Gif sur Yvette                  |                        | 50 / 80                 |
| UPR2357 | IBMP      | Institut de biologie moléculaire des plantes                                 | INSB     | Strasbourg                      |                        | 40 / 40                 |
| UPR2940 | NEEL      | Institut Néel                                                                | INP      | Grenoble                        |                        | 159 / 60                |
| UPR3021 | ICARE     | Institut de combustion, aérothermique,réactivité et environnement            | INSIS    | Orléans                         |                        | 24 / 44                 |
| UPR3079 | CEMHTI    | Conditions Extrêmes et Matériaux : Haute température et Irradiation          | INC      | Orléans                         |                        | 25 / 34                 |
| UPR3212 | INCI      | Institut des Neurosciences Cellulaires et Intégratives                       | INSB     | Strasbourg                      |                        | 47 / 42                 |
| UPR3228 | LNCMI     | Laboratoire national des champs magnétiques intenses                         | INP      | Grenoble                        | Toulouse               | 29 / 21                 |
| UPR3266 | GANIL     | Grand Accélérateur National d'Ions Lourds                                    | IN2P3    | Caen                            |                        | 29 / 22                 |
| UPR3346 | Pprime    | Institut P' : Recherche et Ingénierie en Matériaux, Mécanique et Energétique | INSIS    | Poitiers                        | Angoulême              | 188 / 217               |
| UPR3407 | LSPM      | Laboratoire des Sciences des Procédés et des Matériaux                       | INSIS    | Villetaneuse                    |                        | 61 / 57                 |
| UPR3572 | I2CT      | Immunologie, Immunopathologie et Chimie Thérapeutique                        | INSB     | Strasbourg                      |                        | 7 / 22                  |
| UPR4301 | CBM       | Centre de biophysique moléculaire                                            | INC      | Orléans                         |                        | 46 / 43                 |
| UPR5301 | CERMAV    | Centre de recherches sur les macromolécules végétales                        | INC      | Grenoble                        |                        | 24 / 48                 |
| UPR8001 | LAAS-CNRS | Laboratoire d'analyse et d'architecture des systèmes                         | INS2I    | Toulouse                        |                        | 207 / 242               |
| UPR8011 | CEMES     | Centre d'élaboration de matériaux et d'études structurales                   | INP      | Toulouse                        |                        | 62 / 30                 |
| UPR8241 | LCC       | Laboratoire de chimie de coordination                                        | INC      | Toulouse                        |                        | 76 / 70                 |
| UPR8521 | PROMES    | Laboratoire Procédés, Matériaux et Energie Solaire                           | INSIS    | Perpignan                       | Font-Romeu-Odeillo-Via | 43 / 58                 |
| UPR9002 | ARN       | Architecture et Réactivité de l'ARN                                          | INSB     | Strasbourg                      |                        | 34 / 44                 |
| UPR9022 | M3I       | Modèles Insectes de l'Immunité Innée                                         | INSB     | Strasbourg                      |                        | 10 / 21                 |
| UPR9080 | LBT       | Laboratoire de Biochimie Théorique                                           | INC      | Paris                           |                        | 11 / 9                  |